# Kawaweogama Lake
Kawaweogama Lake är en sjö i Kanada.   Den ligger i Thunder Bay District och provinsen Ontario, i den sydöstra delen av landet, 1 200 km väster om huvudstaden Ottawa. Kawaweogama Lake ligger 410 meter över havet. Arean är 47 kvadratkilometer. Den sträcker sig 10,2 kilometer i nord-sydlig riktning, och 12,0 kilometer i öst-västlig riktning.
Trakten runt Kawaweogama Lake är nära nog obefolkad, med mindre än två invånare per kvadratkilometer.